# Zbrodnia w Zaleszczykach (1941)
Zbrodnia w Zaleszczykach w lipcu 1941 (ukr. Заліщицька трагедія) – masowy mord dokonany przez funkcjonariuszy NKWD w Zaleszczykach między 5 a 7 lipca 1941 roku. Jego ofiarą padli więźniowie, których w zaplombowanych wagonach przywieziono z więzień w Czortkowie i Kołomyi, a następnie zatopiono w Dniestrze. Liczba zamordowanych nie jest znana; świadkowie szacowali ją na kilkaset osób. Była to jedna z wielu tzw. masakr więziennych dokonanych przez NKWD po rozpoczęciu niemieckiej inwazji na ZSRR.

## Przebieg wydarzeń
22 czerwca 1941 roku nazistowskie Niemcy dokonały inwazji na ZSRR. Pierwsze tygodnie wojny miały bardzo pomyślny przebieg dla strony niemieckiej. Dywizjom Wehrmachtu udało się bowiem rozbić wojska nadgranicznych okręgów wojskowych ZSRR, a następnie wedrzeć się w głąb sowieckiego terytorium. Wobec szybkich postępów niemieckiej ofensywy NKWD przystąpiło do likwidacji więźniów politycznych przetrzymywanych w strefie działań wojennych. Latem 1941 roku w więzieniach i aresztach na okupowanych Kresach Wschodnich II Rzeczypospolitej zamordowano od 20 tys. do 30 tys. osób.
Między 5 a 7 lipca do Zaleszczyk przybył transport, w którym znajdowały się dwa lub trzy zaplombowane wagony wypełnione więźniami. Najprawdopodobniej zostali oni przywiezieni z więzień w Czortkowie i Kołomyi. Z napisów znajdujących się na wagonach świadkowie wywnioskowali, że w transporcie przewożeni byli Polacy. Kolejarze usłyszeli także dochodzące z wagonów głosy w języku polskim. Jedna z więźniarek miała krzyczeć, iż więźniowie zostali przywiezieni z Czortkowa, dodając, że podczas trzydniowej podróży ani razu nie otrzymali wody. W transporcie zapewne znajdowali się także liczni więźniowie narodowości ukraińskiej. Jedną z ofiar zidentyfikowano później jako Pawło Kutyka – przewodniczącego Masłosojuzu w Zaleszczykach.
Istnieją rozbieżne wersje na temat dalszego przebiegu wydarzeń. Według jednej, Sowieci wprowadzili wagony na most kolejowy nad Dniestrem, po czym zdetonowali podłożone pod nim ładunki wybuchowe. Kolejna głosi, że już po wysadzeniu mostu wagony zepchnięto do rzeki przy pomocy lokomotywy. Jeszcze inna informuje, że niektóre wagony wysadzono wraz z mostem, a inne zepchnięto do rzeki wraz z doczepionymi cysternami z benzyną, co spowodowało, że Dniestr „zapłonął na całej szerokości”.
Żaden z więźniów nie przeżył masakry. Liczba ofiar pozostaje nieznana. Jeden ze świadków twierdził, że po wkroczeniu do Zaleszczyk sprzymierzonych z Niemcami wojsk węgierskich z Dniestru wyłowiono ponad 300 zwłok.

## Epilog
Odnalezione zwłoki pogrzebano na cmentarzu w Zaleszczykach.
Po ucieczce Sowietów miejscowi Ukraińcy przy pomocy Niemców urządzili w Zaleszczykach pogrom ludności żydowskiej. W pobliskich Hinkowicach część żydowskich ofiar została utopiona w Dniestrze.
W czasach sowieckich upamiętnienie zbrodni NKWD było niemożliwe. Oficjalna wersja głosiła, że to Niemcy wycofując się z tych terenów w 1944 roku, wysadzili most wraz z więźniami. Dopiero po rozpadzie ZSRR i powstaniu niepodległej Ukrainy w pobliżu mostu kolejowego w Zaleszczykach postawiono pamiątkowy krzyż.